# Ťiou-chua-šan
Ťiou-chua-šan nebo hora Ťiou-chua (čínsky pchin-jinem Jǐuhuá Shān, znaky zjednodušené 九华山, tradiční 九華山; česky Devět slavných hor) je jedna ze čtyř svatých hor čínských buddhistů. Stojí v okresu Čching-jang v provincii An-chuej. Je známá přírodními krásami a množstvím buddhistických chrámů.